# Ірек (Чишминський район)
Іре́к (рос. Ирек, башк. Ирек) — присілок у складі Чишминського району Башкортостану, Росія. Входить до складу Арслановської сільської ради.
Населення — 125 осіб (2010; 123 в 2002).
Національний склад:
- татари — 88 %